# Transposition (droit)
Pour les articles homonymes, voir Transposition.
La transposition est l’acte obligatoire par lequel un État membre de l'Union européenne insère dans son système juridique une règle de droit demandée pour remplir les objectifs d'une directive de l'Union européenne.
L'obligation de transposition à la charge des États est une condition d'effectivité du droit communautaire, à ce titre le Traité sur le fonctionnement de l'Union européenne dispose que les États membres encourent des poursuites auprès de la Cour de justice de l'Union européenne en cas de retard ou de mauvaise transposition. Toutefois, lorsqu'une situation préexistante assure déjà la mise en œuvre de la directive, il n'est pas nécessaire de procéder à une transposition,,.
La surtransposition est le fait d'adopter ou de maintenir un droit allant au-delà des exigences minimales d’une directive.

## En Espagne
En Espagne, la transposition est coordonnée par le ministère des Affaires étrangères, de l'Union européenne et de la coopération et le Comité interministériel des affaires de l'Union européenne. Le Conseil des ministres peut toutefois convenir d'un traitement accéléré des avant-projets de loi, décrets législatifs et décrets législatifs royaux, lorsque cela est nécessaire au respect du délai de transposition. Selon l'"Accord pour l'approbation du plan d'amélioration du processus interne de transposition des directives européennes" de 2013, le ministère responsable doit remettre au Secrétariat d'État à l'Union européenne un plan de transposition dans un délai de deux mois, courant à compter de la publication de la directive au Journal officiel de l'Union européenne. En 2021, l'Espagne avait un déficit de transposition de 1,1 %, l'un des deux plus élevés de l'Union européenne. Selon un rapport parlementaire, les difficultés de l'Espagne en matière de transposition s'expliquent par une "double fragmentation institutionnelle d’ordre parlementaire d’un côté
et territorial de l’autre qui, malgré l’exploitation d’éléments de parlementarisme rationalisé « à l’allemande », introduit une certaine viscosité dans le processus décisionnel".

## En France
La transposition est une obligation constitutionnelle, en application de l’article 88-1 de la Constitution, selon des décisions du Conseil constitutionnel de 2004,. Le Conseil constitutionnel refuse en conséquence de contrôler la conformité à la Constitution des lois tirant les conséquences nécessaires de dispositions inconditionnelles et précises d'une directive, sauf si est méconnu un principe inhérent à l'identité constitutionnelle de la France, ne faisant pas l'objet de protection équivalente en droit de l'Union européenne,. Il accepte également de vérifier si la loi de transposition a respecté les dispositions de la directive. Il se contente toutefois de contrôler s'il y a eu erreur manifeste de transposition.
Le Conseil d'Etat contrôle la constitutionnalité des règlements de transposition de directives. Dans le cas où les dispositions transposées sont précises et inconditionnelles, le Conseil d'Etat procède, ainsi qu'il l'a énoncé dans l'arrêt Arcelor de 2007, en cherchant s'il existe un principe qui, "eu égard à sa nature et à sa portée, tel qu'il est interprété en l'état actuel de la jurisprudence du juge communautaire" équivaut à la règle constitutionnelle dont la violation est invoquée dans les traités européens. Si la réponse est positive, le Conseil procède à un renvoi préjudiciel devant la Cour de justice de l'Union européenne. Si elle est négative, le Conseil examine lui-même la constitutionnalité de l'acte,.
Sur la période 2002-2018, 3 458 textes ont contribué à transposer des directives en droit interne. Parmi ces textes, on compte, par ordre d’importance quantitative, 1 791 arrêtés, 1 053 décrets, 460 lois (dont les lois portant diverses dispositions d'adaptation au droit de l'Union européenne) et 154 ordonnances.
La France a longtemps connu d’importants retards et déficits de transposition des directives européennes. La Commission européenne indique ainsi qu’en novembre 1997, ce déficit s’élevait à 7,4 %, alors que celui de l’ensemble de l’Union était de 6,3 %. Grâce à ses efforts considérables et au contrôle accru des institutions européennes, la France est parvenue, comme une majorité de États membres, à réduire considérablement son déficit de transposition, atteigant 0,3 % en décembre 2019 (à comparer à la moyenne européenne qui est de 0,6 %), soit trois directives en retard de transposition.
Selon un rapport parlementaire qui lui est consacrée en 2017, la surtransposition peut avoir plusieurs origines, comme le reflet des positions défendues par la France lors des négociations sur la directive, ou bien des manques de méthodes lors de l'élaboration du droit national. La surtransposition aboutit dans de très nombreux secteurs soumis à une concurrence européenne, à une perte de compétitivité pour les entreprises françaises, tenues de respecter des normes plus coûteuses que leurs concurrents.
En France, le processus de transposition est encadré par une circulaire du 27 septembre 2004 et par le guide des bonnes pratiques en matière de transposition. Sont prévus par ces textes la mise en place de fiches d'impact simplifiées ("FIS 1"). Cette fiche doit être établie dans les trois semaines suivant la publication d'une proposition de directive. Elle est transmise aux assemblées parlementaires. Cette fiche contient "une description succincte de la
proposition de directive et de son insertion dans l’environnement juridique
national, ainsi qu’un avis sur le principe du texte", et "dresse la liste des textes de droit interne dont
l’élaboration ou la modification seront nécessaires en cas d’adoption de la directive ou de la décision-cadre. Elle indique quelles sont les difficultés de transposition déjà identifiées.", Le Conseil d'Etat critiqua ces fiches d'impact, les jugeant notamment peu précises. Selon un rapport parlementaire, ces fiches d'impact ne respectent pas les exigences fixées par la circulaire de 2004 et ne sont quasiment jamais actualisées après leur établissement . Une fiche d'impact stratégique ("FIS 2") existe également. Le guide de bonnes pratiques concernant la transposition des directives européennes prévoit qu'elles sont établies dans les trois mois suivant la transmission de la proposition de directive aux assemblées,. Toutefois, à la suite de recommandations émises par le Conseil d'Etat en 2015, leur rédaction a été reportée. Selon un rapport parlementaire, l'Etat n'aurait produit et transmis que sept fiches d'impact stratégiques entre 2018 et 2020, alors que quarante-neuf propositions de directives ont été émises par la Commission européenne.

## En Italie
En 2020, le déficit de transposition italien était de 0,7 %. Le processus de transposition des directives européennes est coordonné par le bureau législatif du ministère des affaires européennes et la Struttura di missione per le procedure di infrazione, une unité chargée d'éviter que l'Italie soit en infraction au regard du droit de l'Union européenne, créée en 2006. Dès qu'une mesure de transposition est prête, elle est transmise par la Struttura à une unité au sein de la représentation permanente italienne auprès de l'Union européenne. Depuis la loi 234/2012, il est procédé à la transposition grâce à deux lois : la legge di delegazione europea, autorisant le gouvernement à prendre les mesures réglementaires nécessaires à la transposition des directives européennes et la legge europa.

## En Suède
En 2019, le déficit de transposition suédois était de 0,7 %. Le Secrétariat aux affaires juridiques de l'Union européenne et les ministères exercent le suivi des directives. Avant la transposition, une commission ou une personne est mandatée afin de réaliser une mission d'information.

## Compléments